# طلال سدر
طلال محمد عبد الرزاق سدر (وُلد في 19 يوليو 1953 – تُوفي في 10 فبراير 2007) سياسي فلسطيني وأحد أعضاء حركة حماس المفصولين منها، تولى حقيبة وزارة الشباب والرياضة في حكومة ياسر عرفات الثانية، بينما كان وزير دولة في حكومته الثالثة، وأيضًا مستشاره لشؤون الأديان.

## الحياة السياسية
- أسس جمعية الشبان المسلمين، وترأسها مدة ثلاثة عشر سنة.[4]
- في 17 ديسمبر 1992، أبعدته سُلطات الاحتلال الإسرائيلي مع 416 ناشطًا فلسطينيًا من حركتي حماس والجهاد الإسلامي إلى مرج الزهور، جنوب لبنان.[5]
- في 16 مايو 1996، عُيِّن وزيرًا للشباب والرياضة في حكومة ياسر عرفات الثانية والتي استمرت حتى 9 أغسطس 1998.[1]
- في عام 1997، عُين مستشارًا لرئيس السلطة الوطنية الفلسطينية ياسر عرفات للشؤون الدينية.
- في 9 أغسطس 1998، عُيِّن وزيرًا بدون حقيبة (وزير دولة) في حكومة ياسر عرفات الثالثة والتي استمرت حتى 13 يونيو 2002.[2]
- في 5 يونيو 2002، عُين مستشارًا في رئاسة مجلس الوزراء بدرجة وزير.[6]
- في 17 نوفمبر 2004، أعلن اعتزامه خوض الانتخابات الرئاسية الفلسطينية 2005 سياسيًا مستقلًا.[7][8]

## الوفاة
تُوفي طلال سدر في 10 فبراير 2007 عن عمر يناهز 53 عامًا ودُفن في مدينة الخليل.